# Octavio Fernández Zotes
Octavio Fernández Zotes (Cabañeros, ayuntamiento de Laguna de Negrillos, León, 1935-Galdácano, Vizcaya, 2 de junio de 2019) fue un médico y poeta español, persona de referencia en la historia de Galdácano.

## Biografía
Octavio Fernández Zotes nació en Cabañeros (León), se licenció en Medicina en Valladolid y, se especializó en Pediatría. Ejerció en Euskadi, donde residía, durante más de treinta y siete años. 
Finalizado el ciclo profesional, retomó sus inquietudes poéticas, que nunca había abandonado del todo.

## Poemarios
- «En las zarzas del camino», Erroteta, 2005;
- «Memorial inacabado», Hontanar, 2006;
- «Anónimo viajero», Hontanar, 2009;
- «La inquietud de los árboles del límite» (en colaboración con José Domingo Gutiérrez), León, 2012;
- «Hemos llegado tarde y Dios se ha ido», Lobo Sapiens, 2012;
- «Por si acaso la luz.», Eolas Ediciones, 2015